# Edwin Noël
Edwin Noël-Baumeister (* 11. Juli 1944 in Rimpar; † 27. Juni 2004 in München) war ein deutscher Schauspieler.

## Leben
Noël besuchte die Schauspielschule Nachbauer in München und gab sein Debüt 1965 am Münchner Volkstheater. Er war 1966/67 und von 1971 bis 1982 Ensemble-Mitglied der Münchner Kammerspiele, sowie von 1967 bis 1971 am Schillertheater Berlin und am Theater der Stadt Heidelberg. Danach arbeitete er als freier Künstler in Hamburg und Berlin, in den letzten Jahren hatte er jedoch nur wenige Rollen. Sein Debüt als Filmschauspieler gab er 1966 in der Literaturverfilmung Maigret und sein größter Fall. Er inszenierte unter anderem am Landestheater Salzburg (1977 und 1984) und am Berliner Schillertheater (1985). 1979 war er an den Münchner Kammerspielen Regisseur der Uraufführung von Da nahm der Himmel auch die Frau von Klaus Pohl.
Noël hatte drei Kinder mit drei verschiedenen Frauen. Seine Töchter Muriel Baumeister (* 1972, mit der Tanzpädagogin Barbara Haselbach) und Peri Baumeister (* 1986, mit der Kulturmanagerin Judith Schäfer-Schuller) sowie sein Sohn Lukas B. Amberger (* 1993, mit der Schauspielerin Katja Amberger) sind allesamt ebenfalls Schauspieler. Mit seiner Tochter Muriel stand er nur einmal 1999 in der Serie „Einsatz Hamburg Süd“ vor der Kamera, als sie eine Kommissarin spielte, während er den dringend Tatverdächtigen verkörperte.
Noël beging am 27. Juni 2004 im Alter von 59 Jahren in seiner Münchner Wohnung Suizid.

## Filmografie (Auswahl)
- 1966: Maigret und sein größter Fall
- 1972: Mandala
- 1974: Tatort – 3:0 für Veigl
- 1978: Heinrich Heine
- 1978: Der Alte – Die Rache
- 1979: Der Alte – Ein Parasit
- 1979: Die Buddenbrooks (Fernseh-Mehrteiler)
- 1983: Die Krimistunde (Fernsehserie, Folge 6, Episode: „Die Rettung“)
- 1983: Tatort – Roulette mit 6 Kugeln
- 1983: Derrick – Der Täter schickte Blumen
- 1984: Derrick – Ein Spiel mit dem Tod
- 1984: Derrick – Das seltsame Leben des Herrn Richter
- 1988: Derrick – Kein Risiko
- 1984; 1988: Ein Fall für zwei – 4 Folgen, u. a. in der 3-teiligen Folge „Morgengrauen“
- 1989: Die Männer vom K3 – Volle Deckung, Kopf runter!
- 1989: Tatort – Herzversagen
- 1991: Tatort – Animals
- 1991: Ein Fall für zwei – Schleuderkurs
- 1991: Die Männer vom K3 – Auf Sand gebaut
- 1992: Der Fahnder, Nachtschicht
- 1994: Blankenese (Fernsehserie)
- 1994: Derrick – Ein sehr ehrenwerter Herr
- 1994: Derrick – Das Floß
- 1995: Der Alte – Folge 201: Türkische Spezialitäten
- 1995: Derrick – Ein Mord, zweiter Teil
- 1995: Derrick – Herr Widanje träumt schlecht
- 1996: Der Alte – Folge 216: Blumen des Todes
- 1996–1997: Große Freiheit (Fernsehserie)
- 1997: Der Alte – Folge 226: Der Scherbenhaufen
- 1998: Zugriff (Fernsehserie)
- 1999: Einsatz Hamburg Süd  (Fernsehserie, Staffel 2, Folge „Sport ist Mord“)
- 1999: Der Bulle von Tölz: Tod am Hahnenkamm
- 2001: Polizeiruf 110 – Silikon Walli

## Hörspiele
- 1974: Pierre Frachet: Abélard und Héloise – Regie: Otto Kurth (Kriminalhörspiel – SDR)